# Rééducation du brûlé
 (mai 2017).
- Si vous ne connaissez pas le sujet, laissez ce bandeau (vous pouvez alors contacter les auteurs).
- Si vous supprimez le contenu mis en cause (vous pouvez préalablement contacter les auteurs),

argumentez précisément cette suppression dans la page de discussion
(un manque de référence n'est pas un argument ; une recherche réelle de référence doit avoir été effectuée, être formellement documentée).
 (mai 2017).
La rééducation des grands brulés est un processus intervenant auprès des grands brûlés afin qu'ils regagnent une vie normale. 
Elle n'intervient qu'à partir du 5e jour après l'accident[réf. nécessaire], par un masseur-kinésithérapeute qui pratique les soins en hôpital, en centres de rééducation spécialisés, en ambulatoire puis par la suite en libéral.  

## Contexte et définitions
La peau est le plus grand organe du corps humain, une brûlure correspond à une destruction totale ou partielle de la peau. C'est un épithélium pluristratifié kératinisé, composé de d'empilement de différentes couches : l'épiderme, la membrane basale, le derme et l'hypoderme. La gravité d’une brûlure est liée à son étendue, sa profondeur, sa localisation. La profondeur de la brûlure est déterminée selon la structure atteinte.    
Selon le niveau de gravité de la brûlure, la prise en charge sera différente, cependant il faut allier plusieurs techniques pour atteindre une rééducation optimale de la personne. De plus, il faut avoir une approche pluridisciplinaire, c'est-à-dire, travailler en relation avec les chirurgiens, les infirmières, les ergothérapeutes notamment. Car la grande brûlure entraîne de nombreuses conséquences; vitales, physiques, mécaniques, fonctionnelles, psychologiques. L'objectif principal de la rééducation est le capital cutanée.     

### Étendue de la brûlure
La Règle des 9 de Wallace permet une approximation de la surface cutanée brûlée (SCB) :
- Tête = 9 %
- Tronc Face antérieure = 9 % x 2
- Tronc Face postérieure = 9 % x 2
- MSD = 9 %
- MSG = 9 %
- MID = 9 % x 2
- MIG = 9 % x 2
- Organes génitaux = 1 %
- Total = 100 %

Autres tables plus précises : Lund et Browder (réanimation).

### Profondeur de la brûlure
En fonction de différents facteurs tels que :
- température
- durée d'exposition
- épaisseur de la peau atteinte

### Degrés de brûlure
- 1er degré (superficiel) : Coup de soleil. Destruction de la couche cornée de l'épiderme (érythème, peau rouge douloureuse, léger œdème). La cicatrisation est spontanée en 4 à 5 jours.
- 2e degré superficiel : Destruction de l'épiderme en totalité mais respect de la couche basale de Malpighi (phlyctène, peau rouge). La cicatrisation spontanée reste possible en 7 à 10 jours.
- 2e degré intermédiaire : Brûlure au milieu de la couche basale de Malpighi, détruit les sommets et respecte les vallées (phlyctène, peau blanche). Cicatrisation possible en 15 à 21 jours.
- 2e degré profond : Destruction de la totalité de l'épiderme et d’une partie plus ou moins importante du derme (phlyctène, peau blanchâtre à brunâtre). La cicatrisation spontanée est encore possible à partir des glandes sébacées et sudoripares et surtout des follicules pileux mais longue (supérieure à 21 jours) et source de séquelles.
- 3e degré (profond) : Destruction complète de toute l'épaisseur cutanée : épiderme et derme (escarre, lésion blanchâtre ou brunâtre, indurée, insensible). La cicatrisation spontanée est impossible (sauf si lésion très petite et cicatrisation à partir de la périphérie), risque de paralysie et de nécrose.

L'inflammation est repérée grâce à des caractéristiques connues, rougeur, chaleur, douleur et œdème. Elle évolue au cours du temps, et possède différentes phases avec un pic inflammatoire qui survient entre 3 et 6 mois ensuite survient le déclin inflammatoire.

### Classification des cicatrices
Il existe plusieurs types de cicatrices en cas de brûlures : 
- Les cicatrices élargies
- Les cicatrices dyschromiques
- Les cicatrices rétractiles : correspondent le plus souvent à une rétraction cutanée ou à une bride
- Les cicatrices adhérentes : limitent la mobilité car elle est attachée au plan profond du derme
- Les cicatrices hypertrophiques : se caractérisent par l'augmentation de volume des cicatrices à cause d'un excès de prolifération cellulaire
- Les cicatrices chéloïdes : on observe aussi une augmentation de volume mais celui-ci déborde sur les tissus voisins

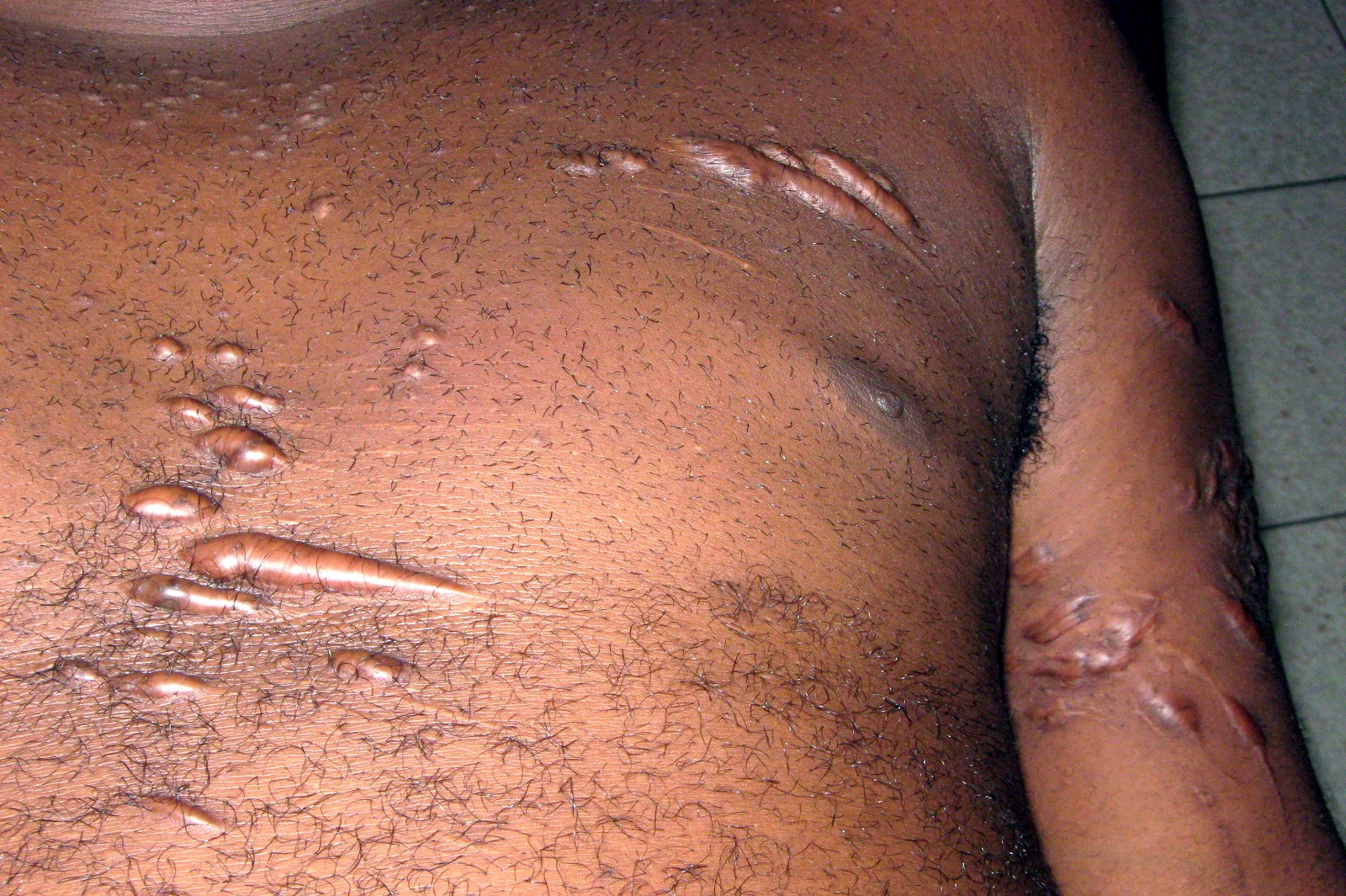
Cicatrices chéloïdes

Le physiothérapeute intervient surtout dans le traitement des cicatrices hyperthrophiques et chéloïdiennes.
La rétraction est la multiplication pathologique de myofibroblastes, cela entraîne une avascularisation des tissus sous-jacent. Elles suivent la direction des lignes de tensions. Elles sont mises en évidence grâce au blanchissement de la peau. 
Les raideurs sont des diminutions d'épaisseur et d'élasticité de la cicatrice.
Les adhérences correspondent à une fixation avec les tissus sous-jacent qui diminuent la mobilité de la peau. Elles sont mises en évidence par la difficulté à former un pli de peau.
Le prurit correspond à des démangeaisons intenses causées par l'inflammation principalement, le patient aura des sensations désagréables qui vont lui donner envie de se gratter.
Le principe HARA (Hypertrophie-Adhérences-Rétraction-Attraction), c'est l'évolution typique des cicatrices pathologiques sa compréhension permet d'établir les objectifs de la rééducation cutanée. Ces cicatrices sont dues à une inflammation longue et difficile, le derme cicatrise de manière anarchique et désordonné. cela  aboutit à des séquelles fonctionnelles et esthétiques. Cependant les cicatrices ne sont pas forcément pathologiques, si le remaniement du derme se fait correctement, il n'y aura pas de problèmes associés à la cicatrisation. La maturation cicatricielle dure aussi longtemps que la réaction inflammatoire existe.

### Buts de la kinésithérapie
Les objectifs principaux sont maîtriser l'évolution des cicatrices (prévention et traitement), les rétractions et les raideurs; pour obtenir finalement un état esthétique, psychologique, fonctionnel et orthopédique se rapprochant au mieux de l'état de santé avant l'accident. Ainsi que retrouver une certaine qualité de peau au niveau de l'extensibilité, de l'élasticité et de la laxité. Mais aussi être infra-douloureux, puisque nous gardons en mémoire la douleur. Les objectifs tournent donc autour de deux principes : entretenir et restaurer les aptitudes fonctionnelles et maintenir l'autonomie de l'individu.
Le kinésithérapeute interviendra sur trois plans différents: respiratoire, orthopédique et cicatriciel.
Tout d'abord, le kinésithérapeute doit effectuer plusieurs bilans, pour comprendre les mécanismes cellulaires et leurs conséquences : 
- Au niveau orthopédique, permet de retrouver une biomécanique articulaire et péri-articulaire. Il existe de nombreuses complications orthopédiques. Le bilan est réalisé dès l'arrivée du patient pendant quelques jours, les techniques consistent à faire des glissements, à repérer les déficits et à entretenir la mobilité; associé à un bilan analytique et fonctionnel. En parallèle et au fur et à mesure, le kinésithérapeute réalise des attelles de postures pour immobiliser les articulations. Ce bilan se fait pendant toutes les phases même au moment de la greffe s'il y en a une, en lien avec les mesures goniométriques des amplitudes articulaires et musculaires ainsi que l'extensibilité des muscles.
- Au niveau cicatriciel, la cicatrisation possède plusieurs phases, le kinésithérapeute n'intervient pas au début, il laisse la cicatrisation se faire pendant les premiers jours. Le praticien intervient principalement pour redonner de la mobilité aux tissus. Lorsque l'épidermisation est complète, la rééducation commence avec des mobilisations. On appelle ce bilan une évaluation cutanée-trophique-vasculaire qui met en lumière l'évolution des cicatrices, insistant sur la coloration, l'adhérence, la consistance et l'hypertrophie.
- Au niveau respiratoire, le kinésithérapeute procède à des bilans pluriquotidiens en auscultant le patient et en s'appuyant sur les radiographies pulmonaires. Le patient est ou non intubé, ainsi la prise en charge sera différente : instrumentale, non instrumentale et posturale. Les techniques non instrumentales consistent en de la kinésithérapie respiratoire active et passive donc du désencombrement des voies aériennes supérieures et inférieures principalement. Ici, les postures sont le fait de changer le patient de position, couché sur le dos, sur le ventre, sur le côté.
- Au niveau de l'état complet du patient, on englobe dans ce bilan, la douleur ressentie, les aptitudes fonctionnelles axées sur les capacités de la vie quotidienne, l'état des muscles.

La rééducation du brûlé se fait sur des techniques actives, c'est le patient qui est maître de sa rééducation;  mais aussi passives, seul le praticien met en jeu ses muscles pour mobiliser le patient, celui-ci se laisse faire sans contracter par lui-même; selon l'état du patient,.

## Action du masseur-kinésithérapeute[3],[4],[5]

### Massothérapie[6]
Le massage se fait sur prescription médicale. Il peut être manuel ou par l'intermédiaire d'utilisation d'appareils divers. Celui-ci a pour rôle de lutter contre les rétractions cutanées et d'accompagner la reconstruction tissulaire, ainsi qu'agir sur la souplesse de la peau.
Pour bien commencer, le masseur doit évaluer l'ampleur des lésions et leur état, de plus il doit faire attention aux zones d'hypertrophie. Il définira l'ampleur cutanée maximale. Et il doit regarder le niveau d'inflammation grâce au test de vitropression et au blanchissement de la peau par une mise en tension.
Cette technique se fait après épidémisation totale des zones à traiter, en outre, le praticien pourra appliquer une pommade hydratante.
- Effleurage ou pression glissée superficielle : c'est un simple glissement de contact, sans intensité de pression qu'on s'associe à une caresse étant dans cette rééducation contre-indiqué jusqu'à l'épidémisation complète, puisque cette manœuvre a un effet de desquamage
- Pétrissage : notion de malaxage, on isole un volume de tissu cutanée ou musculaire et on lui fait subir des successions de pression et dépressions; les techniques de palpé-roulé doivent être faites prudemment et perpendiculaire à la tension cicatricielle, il faut impérativement suivre la circulation de retour veineux ou le sens des fibres musculaires, ces manœuvres ont une action défibrosante
- Frictions ou ponçage : il s'agit de glissement d'un plan anatomique sur un autre plan sous jacent; possède une action sur l'assouplissement des cicatrices en échauffant la zone massée et en créant une vasodilatation; se fait avec un ou plusieurs doigts lentement et en profondeur, cela libère les adhérences
- Étirements : technique de René Morice, cela consiste à exercer une légère pression soutenue dans la profondeur avec la pulpe des doigts de part et d'autre de la zone à traiter, en prévention de la rétraction
- Manœuvre de Wetterwald : elle consiste à former un pli de peau par une prise tridigitale et à le mobiliser en 4 temps
- Vacuomobilisation: utilisation d'une ventouse transparente qui forme un vide, pour faire un effet mécanique et  circulatoire
- Entérologie : massage instrumentale, consiste à soulever la peau par aspiration, grâce à l'utilisation d'un appareil mécanique, Appareil LPG, Louis-Paul Guitet; doté des têtes de tailles variables avec deux rouleaux qui reproduisent la manœuvre de palper-rouler.
- Drainage lymphatique manuel pour lutter contre les œdèmes, se fait au début des séances.
- Test de la vitro pression : fait d'appuyer sur la zone cicatricielle avec un verre de montre permettant ainsi de chasser le sang, on regarde le temps de recoloration qui  indique l'état de l'inflammation locale. Il y a différents niveaux, si c'est inférieur à 1 seconde c'est que l'inflammation est encore active et donc importante. C'est donc un indicateur pour savoir si on peut commencer la massothérapie ou non.
- Ultra-sons, ils ont des actions défibrosantes, antalgique et anti-inflammatoire et permet de rompre les adhérences.

En même temps que le massage, il faut hydrater régulièrement la peau avec des pommades pour favoriser l'assouplissement. Les autres techniques appartenant au massage classique comme les pressions glissées profondes, la pression statique, la vibration et la percussion sont contre-indiquées dans la rééducation des brûlés. L'intensité des manœuvres du massages varie selon la douleur du patient et le niveau d'évolution des cicatrices,.

### Contenir l’œdème et favoriser la cicatrisation
Après une brûlure les déformations cutanées ont aussi bien des conséquences cutanées qu'esthétique. Durant la phase aiguë, la prise en charge s'articulera autour des positionnements, de la compression précoce et des mobilisations.

#### Positionnement
Paradoxalement, l'immobilisation a un grand intérêt : elle vise à l'étirement des tissus et est assurée par l'installation posturale ou le positionnement d'attelle. Le positionnement permet de diminuer les points de pression favorables aux nécroses cutanées ischémiques, au début de la prise en charge il permet le drainage des œdèmes et préviennent les lésions ischémiques distales. Un autre avantage est l'alignement des articulations limitant ainsi les déformations de l'appareil locomoteur et potentialisant le travail du MK en son absence. En positionnant le segment dans le plan opposé à la direction éventuelle de la contraction, il permet de lutter contre la rétraction des tissus. Le MK place ainsi le segment en capacité cutanée maximale afin de garantir son élongation optimal et sa mobilité. Le positionnement est très spécifique de l'endroit brûlé :
- Cou : en hyper-extension
- Épaules : abduction de 90° chez l'adulte et 120° chez l'enfant avec une légère flexion
- Poignet : extension à 15°
- MCP : flexion de 60°
- IP : extension
- Pouce : abduction et opposition
- Hanche : abduction de 15° chez l'adulte et 30° chez l'enfant
- Genou : extension
- Pied : angle droit

Elles ne seront supprimées que pour la mobilisation des parties atteintes.

#### Compressions précoces
La pressothérapie est utilisée pour la prévention des cicatrices hypertrophiques ou chéloïdes, avec des bandages élastiques ou tubulaires, du soradrap microporeux, des vêtements compressifs, ou avec l'aide d'orthèses personnalisées, un moulage de la zone cicatricielle est réalisé. Les compressions permettent de contenir l’œdème post brûlure et l'inflammation et également de maintenir en place les greffes cutanées en post-opératoire. Elles favorisent également le retour veineux. Le matériel compressif est renouvelé quotidiennement et n'est que provisoire. Les bandages cohésifs peuvent être combinés au port d'orthèses. Aussitôt que la plaie est refermée, les vêtements compressifs prennent le dessus sur les bandes. La compression optimise la maturation et l'apparence des cicatrices.
Un matériel spécial est utilisé, notamment :
- des manchons en Jersey tubulaire
- des vêtements compressifs, ceux-ci sont faits sur mesures, il est recommandé de les porter en permanence c'est-à-dire, 23H/24 pendant une période relative de 18 mois ou plus. Ils luttent contre l'hypertrophie.

#### Mobilisations
Le nursing postural est une technique permettant d'éviter l'attitude fœtale du brûlé, c'est une installation qui doit être immédiate et permanente à l'aide de sangle, attelle, bandage, il faut cependant resté vigilant à faire varier les points de pression régulièrement afin d'éviter les nécroses. Le patient peut être installé en déclive pour faire diminuer l’œdème. Les mobilisations et immobilisations, agissent en relation avec les compressions et les étirements. Cela consiste à porter des orthèses pour avoir une immobilisation mais celle-ci ne doit pas être totale et alternée avec des séances de mobilisations. Elles sont très importantes dans la rééducation car contrairement aux idées reçues, le grand brûlé doit bouger dès le début sinon cela va favoriser l'apparition de tissu cicatriciel qui favorise les contractures. Les mobilisations seront tout d'abord passives et progresseront le plus rapidement possible vers de l'actif aidé, puis de actif simple et enfin de l'actif contre résistance. La mobilisation active augmentera la force musculaire, la rapidité d'exécution du mouvement et sa précision par des méthodes facilitatrices, notamment le kabat. Bien qu'extrêmement douloureuses, les mobilisations sont les garantes de la mobilité future du patient puisqu'elles préviennent l'enraidissement, maintiennent les amplitudes articulaires, entretiennent la fonction musculaire et conservent le schéma corporel en préservant ou en restaurant la plasticité cutanée et cicatricielle.
Donc, les étirements sont appliqués sans excès pour ne pas entraver la cicatrisation. Ils sont liés aux zones traitées. Il faut absolument lutter contre l'encombrement bronchique et maintenir une bonne mobilité respiratoire. En cas de brûlure thoracique ou péri thoracique, le thorax peut se figer et il devient urgent de maintenir sa mobilité. Cependant le malade est décalcifié par la brûlure, il faut donc rester attentif à ne pas être trop brusque lors de la pression.
Les mouvements répétitifs sont à proscrire. De plus, le patient souffrant a tendance à rester dans une position de "confort" où il est en amplitude cutanée minimale or celle-ci engendrera des raideurs, des contractures et diminuera la mobilité, c'est pour cela que le kinésithérapeute intervient auprès du patient pour le mobiliser en axant sa rééducation sur des mobilisations pour empêcher au tissu de rester dans une même position trop longtemps. C'est aussi pour cela que le praticien intervient au niveau de la douleur puisqu'en changeant de position le patient ressentira plus sa douleur.

### Optimiser la fonction respiratoire
En cas d'inhalation le patient sera préférentiellement installé en décubitus latéral ou ventral.
La kinésithérapie respiratoire manuelle ou instrumentale vise à libérer les voies respiratoires par détachement, mobilisation, transport et évacuation des sécrétions et particules.On va utiliser des techniques manuelles de modulation du flux expiratoire (toux spontanée, AFE) ou des techniques de modulation lente (toux dirigée, expiration lente totale, etc.). Le flux rapide permet de désencombrer les voies respiratoires hautes et le flux lent vise plutôt à dégager les voies respiratoires basses. En kinésithérapie respiratoire on combinera le plus souvent les techniques expiratoires et inspiratoires. En cas de brûlures thoraciques, le traitement respiratoire kinésithérapique pourra être compromis.
Le kinésithérapeute peut également utiliser des techniques instrumentales afin de maintenir la pression expiratoire positive de façon continu ou intermittente, cela permet de recruter les territoires alvéolaires (effet PEP) et ainsi diminuer la ventilation préférentielle et l'amélioration des échanges gazeux. La ventilation à percussions intrapulmonaires permet d'administrer au patient des petits volumes d'air en plus de sa ventilation et de désencombrer les bronches en augmentant la clairance mucociliaire de par son effet vibratoire.

## Techniques complémentaires
- Cures thermales : prescrites à la fin de la rééducation, elles jouent un rôle dans la cicatrisation et l'assouplissement cutané. Il y a différentes techniques, bains sédatifs, douches filiformes avec des mini jets consistant à projeter, pulvériser de l'eau. On privilégie le rôle apaisant des cures thermales.
- Travail fonctionnel, cela consiste au début à la verticalisation, c'est-à-dire le retour à la position debout; et la reprise progressive de la marche.  A la fin de la rééducation, le patient peut être convié à pratiquer une activité physique, en lien avec sa profession ou ses loisirs, cependant tous les sports ne sont pas conseillés, ceux qui obligent aux zones brûlées des mouvements répétitifs sont omis. En liant avec ça, l'enseignant en activités physiques adaptées jouera un rôle dans l'intégration du patient dans la collectivité, au niveau de la réhabilitation, avec l'aide aux activités professionnelles.
- Plâtres chirurgicaux, utilisés dans certains cas s'il y a des articulations douloureuses ou qui nécessitent un maintien important car les amplitudes stagnent.
- Orthèses en dynamique ou statique, adaptées exclusivement à un patient, l'aident pour des tâches quotidiennes.
- Postures ou  gain de capacité cutanée, par l'action manuelle du praticien ou des appareils de pouliethérapie, essentielles dans la lutte contre les rétractions. Il y a aussi des mouvements actifs de la personne, des auto-postures, le rééducateur surveillera ce que fait le patient.
- Cryothérapie: application de froid à visée thérapeutique sur les cicatrices.
- L'éducation du patient et de sa famille: il faut expliquer les conséquences des brûlures et le devenir du patient, ainsi que lui expliquer le programme de sa rééducation pour que lui et ses proches s'investissent au mieux dans sa guérison.
- Le suivi psychologique: selon la cause de l'accident menant à la brûlure, le patient sera touché psychologiquement d'une part à cause des modifications de la peau et donc du regard des personnes, d'une autre part le départ de tout ça est dans de nombreux cas liés à un état psychologique antérieur pathologique. De plus, au cours de la rééducation, l'humeur du patient peut changer qui n'accepte pas la défiguration ou qui baisse les bras[9].

## Après la rééducation
Les grands brûlés seront atteints à vie de leurs séquelles, ils s'inscrivent dans la notion de handicap, c'est un désavantage social que subit la personne dans son environnement. Cette notion évolue au cours des années, pour le patient brûlé, il y aura une phase de réhabilitation qui va agir sur l'environnement du patient c'est-à-dire son mode de vie.
Donc le kinésithérapeute en relation avec l'ergothérapeute, va organiser la création d'orthèses pour aider le patient dans sa vie de tous les jours, par exemple si le patient à du mal à se nourrir, ils pourront lui adapter des couverts pour lui faciliter le repas. Il va favoriser la réappropriation des gestes quotidiens.
Pour définir le niveau d'aide, CIF (Classification Internationale du Fonctionnement, du handicap et de la santé) a créé un outil intégrant les déficiences, ce sont des atteintes structurelles et fonctionnelles, les incapacités, font référence aux altérations de participation et les désavantages du patient ainsi que son environnement et son projet personnel. Mais axe aussi sur les capacités d'un individu par rapport aux activités standards, ses potentiels en situation de participation sociale et de la vie quotidienne. C'est le physiothérapeute qui analyse toutes ses situations grâce à ses bilans et aux séances de rééducation du patient. À la suite de cela, l'ergothérapeute maître dans la réhabilitation du patient dans son environnement, va trouver des astuces pour que le patient retrouve une qualité de vie la plus optimale possible, en axant sa profession sur les aides techniques,,,,,,,,,,.